# Between Showers
Between Showers (Brasil: Dia chuvoso ou Carlitos e os guarda-chuvas / Portugal: Charlot e o Guarda-Chuva) é um filme mudo estadunidense de curta-metragem de 1914, do gênero comédia, realizado em 1914, dirigido por Henry Lehrman, produzido por Mack Sennett para os Estúdios Keystone, e estrelado por Charles Chaplin.

## Sinopse
Uma jovem ingênua tem seu guarda-chuva roubado. Carlitos a ajuda a recuperá-lo, porém quer ser recompensado pela tarefa, mas não recebe nada além da advertência de um policial.

## Elenco
- Charles Chaplin .... Carlitos
- Ford Sterling .... ladrão
- Chester Conklin  .... policial
- Emma Bell Clifton .... jovem ingênua
- Sadie Lampe .... policial